# 福祉用具プランナー
福祉用具プランナー（ふくしようぐプランナー）は、高齢者や障害者が福祉用具を使用する際に、その者に対して適切な福祉用具の選択や使用方法を指導する者のこと。テクノエイド協会が提唱した。

## 研修条件
1. 以下のいずれかの条件を満たし、現在も福祉用具専門相談員として2年以上その業務に従事している者
  1. 「指定居宅サービス等の人員、設備運営に関する基準」（平成11.3.31）第194条に定める、厚生労働大臣が指定した講習会の課程を修了した者、若しくは都道府県知事がこれと同程度以上の講習を受けたと認める者
  2. 指定福祉用具貸与又は販売にあたる福祉用具専門相談員として、その業務に従事している以下の者
保健師、看護師、准看護師、理学療法士、作業療法士、社会福祉士、介護福祉士、義肢装具士

1. その他福祉用具関連業務に2年以上従事している下記の者
介護支援専門員、建築士
2. 上記1.及び2.のほか福祉用具関連業務に2年以上従事し、特に研修の有効性が認められる者

## 福祉用具専門相談員との相違点
福祉用具専門相談員とは、しばしば業務などが類似しているが、講習や講習条件などに相違がある。
- カリキュラムおよび研修時間が異なる。
- 先述のように、条件を満たさないと講習すら受けられない。
- eラーニングによる講習がある。
- 講習修了時には修了試験が必須。
- 福祉用具専門相談員講習の講師要件となる。
- 平成19年度以降に実施された新カリキュラムでの福祉用具プランナー研修修了者は、介護支援専門員実務研修受講試験の受験資格として認められる場合がある(訪問介護員養成研修2級課程に相当)。